# 藤本紅美
藤本 紅美（ふじもと くみ、1995年〈平成7年〉1月5日 - ）は、岡山放送のアナウンサー。

## 来歴
岡山県岡山市出身。
岡山市立操南中学校、岡山県立岡山東商業高等学校、就実大学人文科学部卒業。かつて岡山の芸能プロダクション・オフィス星野に所属していた。2014ミス・ユニバース・ジャパン岡山大会の出場経歴（セミファイナリスト）を持つ。
2017年、岡山放送に入社。
現在岡山放送の女性アナウンサーの最古参になっている。

## 人物
- 岡山放送の先輩アナウンサー萩原渉とは同じ中学校で、ソフトテニス部出身という共通点がある[2]。岡山放送のYouTubeチャンネルでは、地上波テレビ放送でやりたくてもできなかった岡山弁を萩原と話す姿を見ることができる[4]。

## 担当・出演番組
- サザエさん×OHK瀬戸内環境キャンペーンRe:SETO（2020年4月 - 、第4土曜[5]）
- ミルンへカモン! なんしょん?（2019年4月 - 、月曜〜木曜[6]）
- FNN Live News days - ローカルパート
- FNN Live News イット! - 週末版ローカルパート
- サン讃かがわPLUS

## 過去の担当・出演番組
- OHKプライムニュース（2018年4月 - 2019年3月）
- KOKOHORE ニッポン!! 2019年（2019年5月12日）
- OHK Live News 614（2019年4月 - 2019年9月）
- わがまま!気まま!旅気分（BSフジ、2000年）[7]
- 近代の岡山を拓いた男〜藤田伝三郎〜（BSフジ、2021年12月19日）[8][9]
- KOKOHORE ニッポン!! 2022年（2022年5月7日）
- いのちを描くアーティスト〜現代美術作家高橋秀の挑戦〜（BSフジ、2023年3月12日）[8]
- FNS27時間テレビ（2023年）

## その他
- 岡山市北消防署1日署長（2022年11月8日）

## オフィス星野時代の出演作

### テレビ番組
- RSKテレビ「FISHパレード」[10]

### CM ・広告
- ハローズ[1][10]
- 京べに[10]
- ユニライフ（ジェイ・エス・ビー）[10]
- JR西日本・岡山「くまなく旅し隊」メンバー[1][11]